# Macrodactylus subaeneus
Macrodactylus subaeneus är en skalbaggsart som beskrevs av Hermann Burmeister 1855. Macrodactylus subaeneus ingår i släktet Macrodactylus och familjen Melolonthidae. Inga underarter finns listade i Catalogue of Life.